# Козацька старшина
Коза́цька старши́на — військовий та адміністративний керівний орган Запорізької Січі, реєстрового козацтва, Гетьманщини, а також Слобідської України.

## Запорозька Січ
Зародження козацької старшини розпочалося разом з виникненням українського козацтва в кінці 15 століття. Спочатку до її Складу входили отамани-ватаги, що були керівниками перших козацьких загонів. Повного організаційного оформлення козацька старшина набула в період створення Запорозької Січі. В різні часи її існування чисельність цієї групи козацтва була неоднаковою і деколи сягала до 150 осіб. До складу козацької старшини входили:
- військова старшина — кошовий отаман, військовий суддя, військовий осавул, військовий писар та курінні отамани;
- військові служителі — підписар, булавничий, хорунжий, бунчужний, перначний, підосавул,  військовий довбиш, піддовбиш, військовий пушкар, підпушкар, гармаш, військовий товмач, військовий шафарі, підшафар, кантаржій та канцеляристи;
- похідні та паланкові начальники — полковник, писар, осавул, підписар та підосавул.

В період ведення воєнних дій обирався також обозний, що був помічником осавула і входив до складу військової старшини. До козацької старшини на Запоріжжі належали так звані батьки, сивоусі діди — колишні військові старшини, які залишили свої посади по хворобі або за давністю літ. На Запорозькій Січі старшина зосереджувала в своїх руках адміністративну владу і судочинство, керувала військом, розпоряджалася фінансами, представляла Січ у зносинах з іноземними державами. Старшину обирали на військовій козацькій раді за участю всього козацтва.

## Реєстрове козацтво
Козацька старшина існувала у реєстровому козацькому війську, що було створене у 1572 році. На чолі реєстрових козаків стояв гетьман, якого обирали за погодженням з королівським урядом на загальній військовій раді. Першим гетьманом реєстрового війська вважається шляхтич Ян Бадовський.
До реєстрової козацької старшини належали: 2, а згодом 4 осавули, обозний, військовий суддя, військовий писар, полковники та сотники. В різні часи кількість полковників та сотників була різною, що залежало від кількості реєстру (у 1625—1630 роках було 6 полковників і 60 сотників).
Всі представники козацької старшини складали присягу на вірність королеві і зобов'язувалися нести військову повинність, за що реєстровим козакам надавались значні права та привілеї. Однак уряд Речі Посполитої постійно проводив політику, спрямовану на їх обмеження. В 1625 році було введено посаду регіментаря, що був заступником коронного гетьмана і відав реєстровим козацьким військом. Після придушення національно-визвольних повстань 1637—1638 років сейм Речі Посполитої ухвалив «Ординацію Війська Запорізького, що перебуває на службі у Речі Посполитій» згідно з якою було ліквідовано посаду гетьмана, а його функції передавалися урядовому комісарові. Посади козацької старшини, вищі від сотника, надалі могли обіймати тільки представники польської та полонізованої шляхти.
Під час національно-визвольної війни українського народу під проводом Богдана Хмельницького 1648-57 років, у процесі формування національної державності, козацька старшина стала виконувати функції апарату державної влади. Переважну більшість урядів обіймали представники української шляхти.
З введенням нового адміністративно-територіального поділу України на полки та сотні відбулася ієрархічна диференціація козацької старшини на генеральну, полкову та сотенну старшину. Найвищий рівень державної адміністрації посідала генеральна старшина, що складалася з найближчого оточення гетьмана і виконувала роль уряду Української держави. До її складу входили: генеральний обозний, генеральний суддя, генеральний писар, 2 генеральні осавули, генеральний підскарбій, генеральний хорунжий та генеральний бунчужний. Генеральна старшина вирішувала найважливіші питання військової та цивільної адміністрації, відала фінансами та судочинством. Від другої половини XVII ст., а особливо з кінця XVII — початку XVIII ст. набула якостей тотального непотизму та посадової корумпованості.
У зв'язку з проведенням царським урядом політики, спрямованої на ліквідацію державних прав України, права козацької старшини систематично обмежувалися. Так, згідно з указом Петра І від 1721 року право призначати генеральну старшину було передано Колегії іноземних справ у Петербурзі, яка затверджувала одного з двох запропонованих гетьманським урядом кандидатів. Таким же чином відбувалося призначення полковників та сотників, що привело до фактичного скасування принципу виборності козацької старшини.
Військовою та цивільною адміністрацією полків в Україні у другій половині 17-18 століть була полкова козацька старшина. Очолював її полковник. Крім нього до цієї категорії козацької старшини належали полковий обозний, полковий суддя, полковий писар, полковий осавул, полковий хорунжий. Формально представники полкової козацької старшини повинні були обиратися на полкових військових радах, але часто їх призначали гетьмани за погодженням з царськими комісарами.

Вбрання полкової старшини XVIII століття
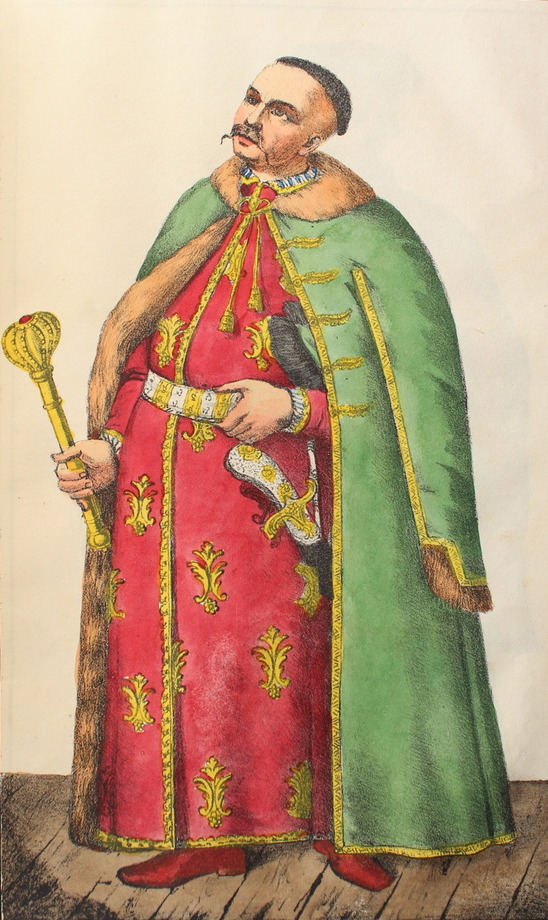
Полковник
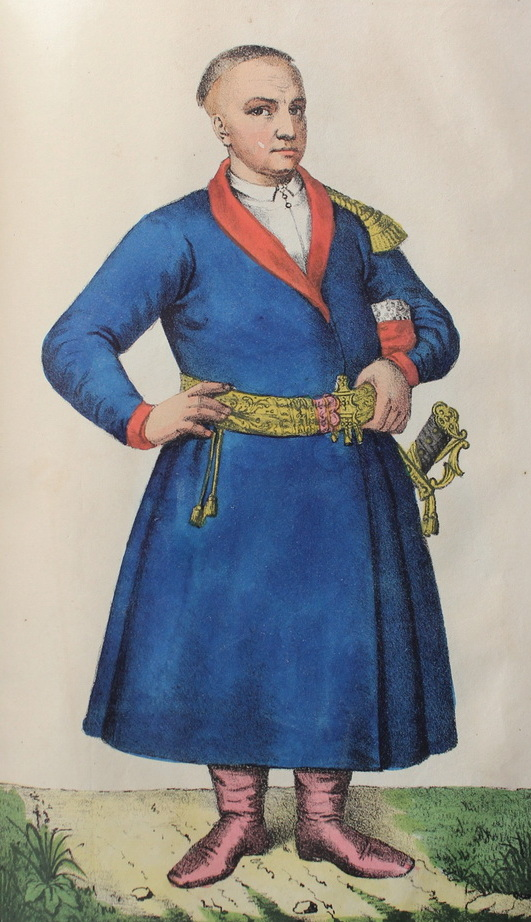
Сотник
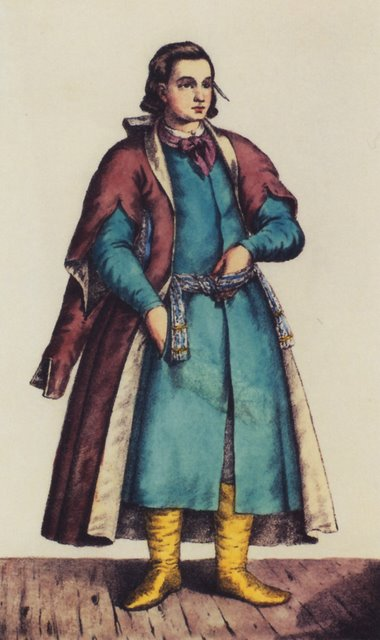
Писар

З 1722 до 1727 року козацьку старшину фактично призначала Малоросійська колегія. До сотенної старшини належали: сотник, сотенний отаман, писар, осавул та хорунжий. Найнижчою ланкою козацької старшини були міські й сільські (курінні) отамани.
Представники козацької старшини, виконуючи свої функції, користувалися так званими ранговими маєтностями, прибутки з яких були платнею за старшинські посади. Одночасно окремі представники старшини одержували платню і від імператорського уряду, що передбачалося Березневими статтями 1654 року, Переяславськими статтями 1659 року, Московськими статтями 1665 року та іншими міждержавними актами, укладеними між урядами Гетьманщини і Московської держави.
Після остаточної ліквідації державних прав України імператорський уряд в 1785 році скасував козацьку старшину у Гетьманщині як окремий суспільний стан (ще раніше це було зроблено у Слобідській Україні — у 1765 році та на Запоріжжі — в 1775 році). Деяка частина старшини була зрівняна у правах з російським дворянством.